# Neverage
Neverage ist eine seit 2012 existierende Schweizer Popband. Die Texte der Lieder werden in Englisch gesungen.

## Geschichte
Neverage wurde 2012 gegründet und besteht heute aus dem Leadsänger und Songwriter Philippe Baumann, dem Gitarristen und Songwriter Lucas Briccos sowie dem Gitarristen Giuseppe Puglisi. 2014 begleitete Neverage die Band Myron, mit der sie das gleiche Zielpublikum teilt, auf deren „Butterfly-Tour“ durch die Schweiz. Im gleichen Jahr war Neverage (neben der Schweizer Rockband Brain Bucket) Vorgruppe von Bryan Adams. Der mit Chris Haffner produzierte Song I Know You’re There erreichte 2015 Platz 26 der Schweizer Hitparade. Ihre 2016 veröffentlichte EP Face2Face erreichte Platz 33 der Schweizer Hitparade. Im gleichen Jahr erschien sie im Dokumentarfilm Be aware and share als Teilnehmer des Benefizkonzertes für das gleichnamige Flüchtlingshilfswerk.

## Diskografie
- 2014: Right Way (Album)
- 2015: I Know You’re There (Single)
- 2015: You Can (Single)
- 2016: Face2Face (EP)[7]